# 武谷廣
武谷 廣（たけや ひろし、1875年5月 - 1941年1月30日）は、日本の医学者。九州帝国大学名誉教授。専門は内科学。

## 経歴
田中茂右衛門の四男として福岡県に生まれる。陸軍軍医監を務めた武谷水城の養嫡子となり、後にその長女長榮と結婚する。武谷水城の父（養父）は、福岡藩主黒田長溥の侍医であり、九州大学の源流とされる藩医学校賛生館の創立に尽くした武谷祐之、祖父は長崎でシーボルトに西洋医学を学んだ福岡藩御目見医武谷元立である。
1894年福岡県立尋常中学修猷館、1898年第一高等学校医科を経て、1903年東京帝国大学医科大学を卒業。1906年内科学専攻のため文部省より3年間ドイツ留学を命ぜられ、帰国後1910年医学博士の学位を受ける。
1910年京都帝国大学福岡医科大学の内科学第二講座教授に就任。1911年に同大学が九州帝国大学に移管されるとその教授となる。
1935年6月退官し名誉教授の称号を授けられる。
その後日本赤十字社福岡支部医事顧問などを務めた。
1941年1月30日午後0時半脳出血のため死去。
二男は九州大学名誉教授の医学者武谷止孝、三男は北海道大学名誉教授の工学者武谷愿。二女の規子は九州大学総長を務めた医学者入江英雄の妻。